# Diego de Tiedra

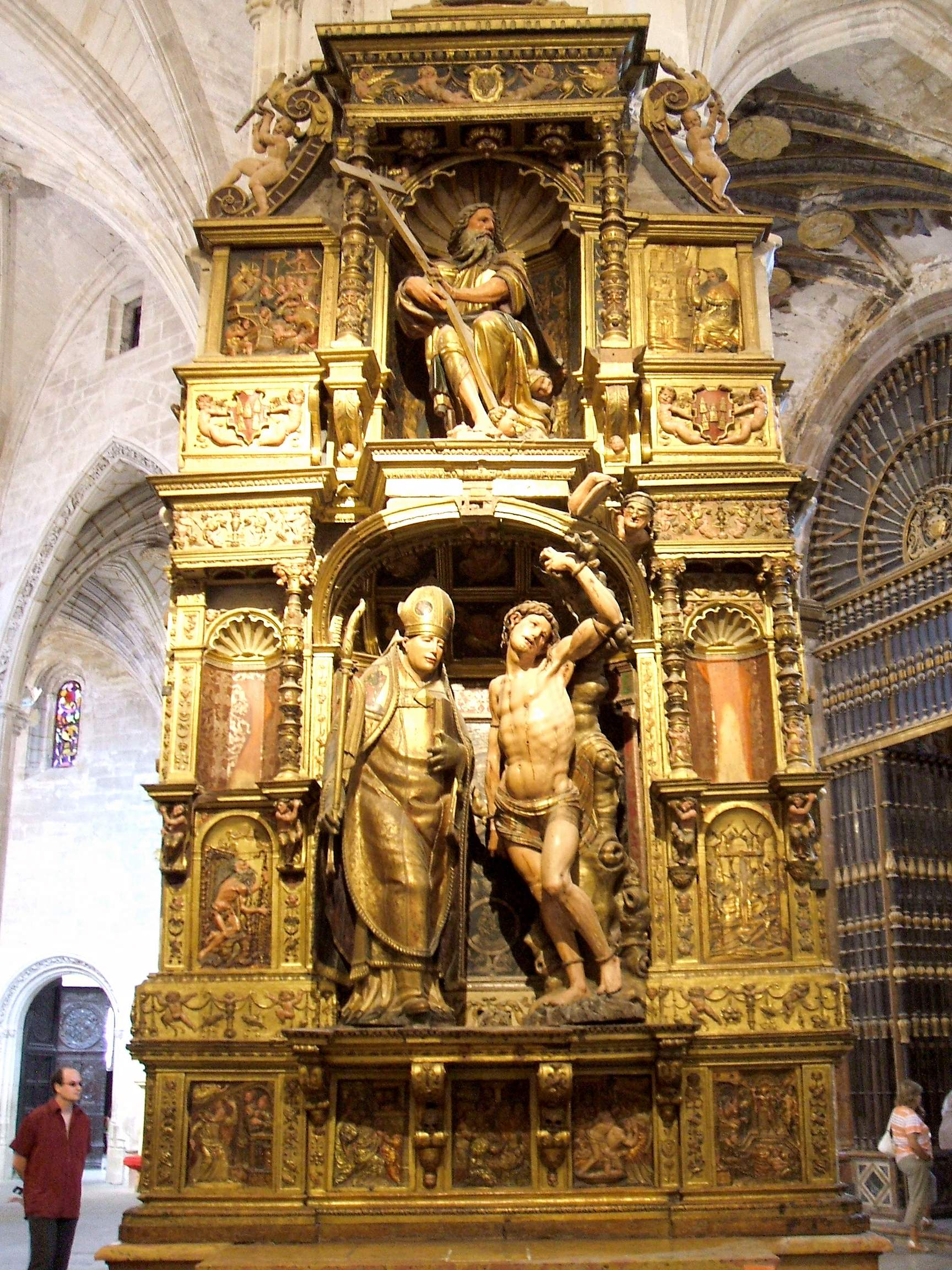
Retablo de san Fabián y san Sebastián, catedral de Cuenca.

Diego de Tiedra fue un entallador, imaginero y cantero del renacimiento español. Falleció en el año 1559. Trabajó principalmente en la provincia de Cuenca.

## Obra escultórica
Para la iglesia de Nuestra Señora de la Asunción de Montalbanejo en el año 1536, realizó un retablo con excelentes imágenes.
Se considera obra suya un retablo existente en la Capilla de los Gómez de León en Belmonte (Cuenca). Este retablo está dedicado a la Anunciación. La imagen de la Virgen exenta, se encuentra situada en el centro del retablo, el resto se compone de relieves con escenas de la vida de María; en uno de ellos está grabada la fecha de 1546. El ático del retablo es una escena de bulto representando el Calvario.
Para la catedral de Cuenca en 1551 y por encargo del canónigo Juan Fernández de Heredia realizó un retablo dedicado a san Fabián y san Sebastián, cuyas imágenes exentas de madera policromada ocupan el cuerpo central, con el Padre Eterno mostrando la cruz en el ático, en una hornacina avenerada, y escenas en relieve del martirio de los santos Onofre.
En el Museo Diocesano de Cuenca se conserva una imagen de La Resurrección.
Falleció en 1559 cuando se encontraba trabajando en la iglesia de Villares del Saz, haciéndose cargo los canteros de Cuenca, Sebastián Arnaya y Juan de la Sierra de las obras de cantería de la iglesia iniciadas por Tiedra.